# St. Johannes der Täufer (Hergiswil)

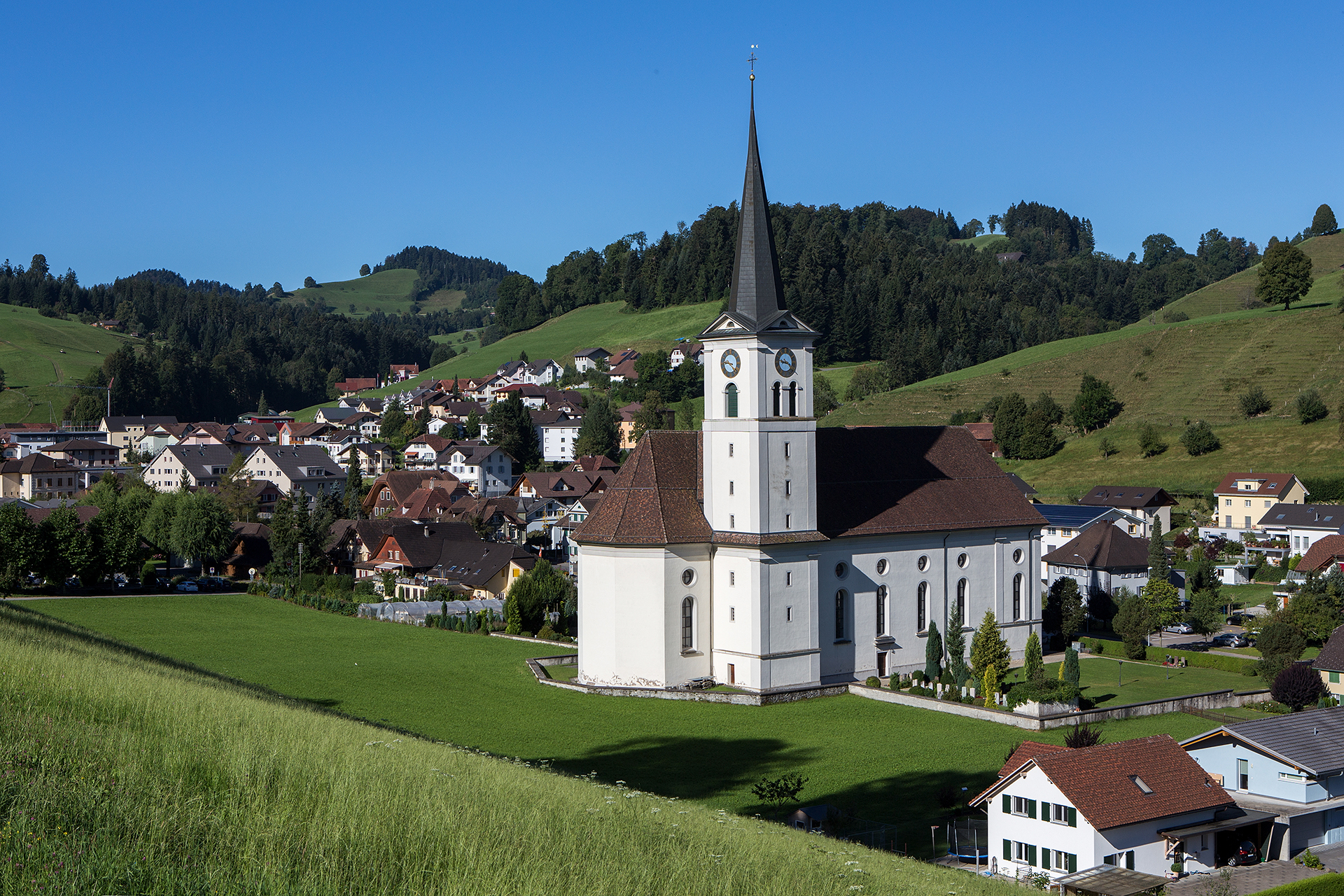
Pfarrkirche St. Johannes der Täufer, 2016

Die Kirche St. Johannes der Täufer ist die Pfarrkirche von Hergiswil bei Willisau im Schweizer Kanton Luzern.

## Geschichte
1605 wurde die heutige Pfarrei Hergiswil bei Willisau abgetrennt. 1840–1842 erfolgte der Bau der heutigen Kirche, die Johannes dem Täufer gewidmet wurde. Sie wurde nach Plänen von Josef Weibel aus Luzern erbaut.

## Architektur, Ausstattung
Die Kirche ist 54 Meter lang und 23 Meter breit und damit für die Gegend gross. Der Bau folgt dem in der Innerschweiz sehr verbreiteten Singer-Purtschert-Schema, allerdings in einer klassizistischen Ausführung. Der Innenraum ist mit Stukkaturen und einigen Deckenfresken von Anton Bütler versehen. Johann Bucher schuf die Stuckmarmorarbeiten der Altäre und der Kanzel sowie die Altargemälde. Unter anderem befindet sich eine Renaissance-Monstranz im Kirchenschatz.

## Glocken
Hergiswil besitzt im hohen Kirchturm fünf historische Glocken. Die ältesten zwei Glocken im Geläut stammen beide aus dem Jahre 1603. Sie sind die beiden mittleren Glocken. Die grosse Glocke sowie die kleinste stammen beide aus dem Jahre 1865. Glocke zwei stammt aus dem Jahre 1646. Nicht nur die Tonreihenfolge (des, f, g, h, des) ist sehr speziell, sondern auch die verschiedenen Giessereien, die hier zu unterschiedlichen Zeiten am Werk waren. Jede Giesserei hat ihre eigene Glockenform (Erscheinungsbild) und dadurch auch ihren eigenen Klangcharakter genannt Timbre. Dadurch ist hier zu hören, dass die Glocken nicht sauber auf einander abgestimmt sind. Damals war das eben nicht wirklich möglich, Glocken nachzustimmen. Geschweige denn, eine exakte Glockenform zu berechnen. Sie kam raus wie sie raus kam. Darum erklingt in Hergiswil ein schräges, aber wertvolles Geläut. Man fand später im Archiv Angebote der Glockengiessereien Rüetschi und Eschmann, die drei mittleren Glocken durch qualitativ bessere Neugüsse zu ersetzen. Dies tat man aber dann doch nicht. Jedoch wurde bei der ersten Elektrifizierung Glocke vier nur noch als Schlagglocke für den Uhrschlag verwendet, läutete aber nicht mehr. Im Zuge der äusseren Fassadensanierung und der Sanierung des Geläutes 2017 wurde sie wieder in das Geläut einbezogen und läutet wieder mit.  
Daten der Glocken:
1. Glocke, Ton: des', Grosse Glocke, Gewicht: 2‘292 kg, Giesser: Gebr. Rüetschi, Aarau 1865  
2. Glocke, Ton: f', Mittagsglocke, Gewicht: 1'100 kg, Giesser: Jost Rüttimann, Luzern 1646  
3. Glocke, Ton: g', Betglocke/Abendglocke, Gewicht: 610 kg Giesser: Moritz Schwarz, Luzern 1603  
4. Glocke, Ton: h', Morgenglocke, Gewicht: 350 kg, Giesser: Moritz Schwarz, Luzern 1603 
5. Glocke, Ton: des", Katharinenglocke, Gewicht: 310 kg, Giesser: Gebr. Rüetschi, Aarau 1865